# 貴州總督
貴州總督，明朝正統、景泰年間暫設的一個總督職位，其目的是爲了鎮壓貴州苗族民變。

## 概述
- 正統十四年，設立，轄貴州布政使司、湖廣布政使司辰州府與貴州接壤處，由侯琎擔任總督一職。
- 景泰元年，侯琎病亡，改由王来擔任此職[1]。
- 景泰四年，因平定結束而罷免此職位。
- 清朝的貴州總督參見雲貴總督。